# Pine
Pine はワシントン大学が開発したフリーウェアのテキストベース電子メールクライアント。最初のバージョンは1989年に書かれた。ソースコードはUNIX版のみ、ワシントン大学の独自ライセンスで提供されている。既に開発は終了しており、自由ソフトウェアのAlpineへとプロジェクトが移行している。

## 対応プラットフォーム
PineにはUNIX版とWindows版がある。UNIX版はテキストユーザインタフェースベースで、メッセージエディタはPicoに似ている。（かつてはDOS版だった）Windows版は PC-Pine と呼ばれている。ワシントン大学内では、ウェブアプリケーションとして実装された WebPine が利用されている。

## 名称の由来
Pine は "Pine Is Not Elm" という再帰的頭字語だと言われているが、オリジナルの作者の1人 Laurence Lundblade によればそうではなく単に単語（「松」の意）として選んだだけで、後にバクロニムとして "Pine Is Nearly Elm" の意とされたという。その後大学側は説明を変え、Program for Internet News and E-mail の略だとした。

## ライセンスとクローン
バージョン3.9.1まで、PineのライセンスはBSDによく似たもので、次のように書かれていた。
Permission to use, copy, modify, and distribute this software and its documentation for any purpose and without fee to the University of Washington is hereby granted …
（和訳）「本ソフトウェアとその文書の使用、複製、改変、配布は、用途に因らずワシントン大学に料金を支払うことなくここに許諾し…」
しかし、大学側はPineという名称を商標として登録しなかった。
バージョン3.9.2から、著作権者であるワシントン大学はライセンスを変更し、ソースコードそのものは配布するものの、それを他者が改変して配布することを禁止した。また、従来のライセンスでも改変版の配布は許諾していないと主張した。
Pineという名称の商標権についても大学は同様の立場をとった。
この事態への反応として、一部の開発者がバージョン3.9.1からのフォークを開始し、商標問題を回避するために MANA (Mail And News Agent) という名称にした。これがGNUプロジェクトに採用され GNU Mana となった。リチャード・ストールマンによれば、ワシントン大学がPineの修正版を配布したらフリーソフトウェア財団を提訴すると脅したため、MANAの開発は中止され、リリースは行われなかったという。
ワシントン大学はその後、自由ソフトウェアのコレクションの一部としてPineを修正せずに再配布することは許すようライセンスを変更したが、オープンソースと自由ソフトウェアの基準を満たすライセンスにはなっていない。

## Alpine
2006年、ワシントン大学はPineの開発をバージョン4.64で終了し、保守だけを継続すると発表した。
その代わりとして、Pineをベースとして新たな電子メールクライアントAlpineが Apache License, version 2 でライセンスされるようになった。2006年11月29日には最初のアルファ版が公開された。Pineではアルファ版が公開されたことはなかった。
2007年12月20日、Alpine 1.0 がリリースされた。